# RPG-16
RPG-16（ロシア語: РПГ-16）は、ソビエト連邦で開発された携行用対戦車ロケット擲弾発射器。
名称は、ロシア語で「携帯式対戦車擲弾発射器」を意味する「РПГ：Ручной Противотанковый Гранатомёт（ルチノーイ・プラチヴァターンカヴィイ・グラナタミョート）」の英字綴りである「Ruchnoy Protivotankoviy Granatomet」の頭文字をとった略称から作られた。英語の訳表記では「Rocket-Propelled Grenade（ロケット推進擲弾）」と綴られるが、これはバクロニムであり、厳密には誤りである。

## 概要
RPG-16は、1960年代末にソ連空挺軍用に特別に開発され、パラシュート降下時に邪魔にならないように砲身を前後で2分割することが可能である。
RPG-7との外見上の違いは二脚が装備されていることと、グリップが2本（砲身の前方にトリガー付き1本、中央部に保持用1本）から中央部のトリガー付き1本に減らされたこと、砲身とグリップの間に前後に長い撃発機構が配置されている点である。照準装置には光学照準器のPGO-16（2.7x）を装着できるが、発射筒上部に固定照準器も設置されている。
RPG-16は射距離の延伸と命中精度の向上を重視して設計されており、発射筒の口径はRPG-7の40mmから58mmに増大されている。また、唯一のRPG-16用弾頭であるPG-16V HEAT弾の直径はRPG-16の発射筒と同じ58mmであり、装填時には弾頭のすべてが発射筒内部に格納されるほか、ロケットブースターもRPG-7用の弾頭に比べて強化されており、砲口初速と最高速度の向上が図られた。
これらの改良によって、RPG-16の有効射距離は800mにまで延伸し、命中精度も向上した。しかし砲身内部に弾頭をすべて収めるという構造上、後から弾頭の大型化による威力向上を図ることは不可能であるうえ、ERA対策に有効なタンデムHEAT弾や屋内の敵への攻撃に有効なサーモバリック弾頭、榴弾などの多種多様な弾頭が供給されることもなかった。
1979年からのアフガニスタンにおける作戦行動においては、この長射程を活かしてRPG-7を装備するムジャーヒディーンに対するアウトレンジ攻撃などでで活躍した。